# یواس‌اس ماکینگبرد (ای‌ام‌سی-۲۸)
یواس‌اس ماکینگبرد (ای‌ام‌سی-۲۸) (به انگلیسی: USS Mockingbird (AMc-28)) یک کشتی بود که طول آن ۹۷ فوت ۱ اینچ (۲۹٫۵۹ متر) بود. این کشتی در سال ۱۹۳۶ ساخته شد.